# Cryptocarya laotica
Cryptocarya laotica là loài thực vật có hoa trong họ Nguyệt quế. Loài này được (Gagnep.) Kosterm. miêu tả khoa học đầu tiên năm 1969.